# Extensivt jordbruk

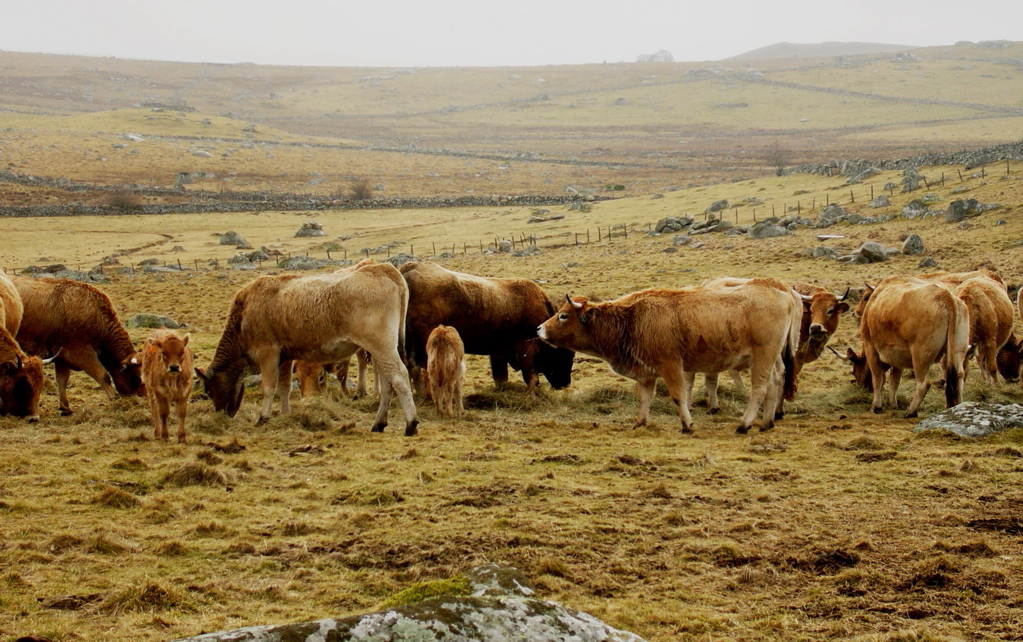
Extensiv nötuppfödning i franska Centralmassivet.

Extensivt jordbruk är jordbruk och metodik för jordbruk som använder små insatser av arbete och kapital i förhållande till arealen av den jord som brukas. Lösdrift av får och boskap kan ibland vara relativt extensivt. Permakultur, som är en form av ekologisk odling utan konstgödsel, är ett annat exempel. 